# Leszek Bonna
Leszek Jacek Bonna (ur. 8 października 1961 w Chojnicach) – polski przedsiębiorca i samorządowiec, radny Sejmiku Województwa Pomorskiego, od 2019 wicemarszałek województwa.

## Życiorys

### Wykształcenie i praca zawodowa
Jest absolwentem Wydziału Budownictwa Lądowego Politechniki Gdańskiej, studiów podyplomowych z zakresu zarządzania w opiece zdrowotnej oraz doktoranckich na Wydziale Zarządzania Uniwersytetu Gdańskiego. Początkowo pracował jako budowlaniec, następnie prowadził własną działalność gospodarczą. W 2000 wspólnie z grupą lekarzy założył przychodnię podstawowej opieki zdrowotnej. Był w niej prezesem zarządu i dyrektorem ekonomicznym. W 2003 został dyrektorem Szpitala Specjalistycznego im. Jana Karola Łukowicza w Chojnicach.

### Działalność samorządowa
Należał do Sojuszu Lewicy Demokratycznej, następnie przystąpił do Platformy Obywatelskiej. W 2002 został wybrany do rady miejskiej Chojnic. W 2006 z ramienia PO uzyskał mandat radnego Sejmiku Województwa Pomorskiego III kadencji. W 2010, 2014 i 2018 z powodzeniem ubiegał się o reelekcję. W wyborach parlamentarnych w 2019 bezskutecznie kandydował do Sejmu z listy Koalicji Obywatelskiej. W listopadzie 2019, po wygaśnięciu mandatu wybranego na senatora Ryszarda Świlskiego, Leszek Bonna objął stanowisko wicemarszałka województwa pomorskiego. Powierzono mu m.in. nadzór nad Pomorską Kolej Metropolitalną. W 2024 utrzymał mandat radnego sejmiku na kolejną kadencję. W czerwcu tego samego roku powołany na wicemarszałka w zarządzie województwa VII kadencji.

## Życie prywatne
Syn Sylwestra i Anny. Żonaty, ma troje dzieci.